# Галустов Віктор Валерійович
Віктор Валерійович Галустов (нар. 13 березня 1961, Луганськ, УРСР) — радянський футболіст, захисник. Зіграв 33 матчі і забив 1 м'яч у вищій лізі СРСР. Майстер спорту СРСР (1987).

## Кар'єра гравця
Вихованець луганського футболу, перший тренер — Борис Васильович Фомічов. З 1978 року виступав за дубль «Зорі». В основному складі команди дебютував 27 квітня 1979 року в матчі чемпіонату СРСР проти тбіліського «Динамо», вийшовши на заміну на 65-й хвилині замість Анатолія Оленєва. Усього до кінця сезону 1979 року провів п'ять матчів, а «Зоря» вилетіла з вищої ліги. У наступному сезоні продовжував виступати за команду в першій лізі.
У 1981 році перейшов до складу дебютанта вищої ліги — сімферопольської «Таврії». У своєму першому сезоні зіграв 20 матчів і забив один м'яч, а його команда не змогла втриматися у вищій лізі. Свій єдиний м'яч на вищому рівні забив 13 травня 1981 року в ворота одеського «Чорноморця» ударом лівою ногою з центрального кола, гол став переможним у матчі (1:0). У 1982-1983 роках продовжував грати за «Таврію» в першій лізі.
У 1984 році призваний в армію, спочатку в одеський СКА, але ще до початку сезону перейшов у московський ЦСКА. У складі армійців зіграв вісім матчів на початку сезону, а потім до кінця року виступав за дубль. У 1985 році повернувся до Сімферополя і в складі «Таврії» двічі (1985 і 1987) ставав чемпіоном Української РСР серед команд другої ліги. Наприкінці кар'єри знову виступав за луганську «Зорю». У віці 29 років отримав серйозну травму й завершив ігрову кар'єру.
Після закінчення кар'єри проживає в Сімферополі, працює в банківській сфері. Бере участь у змаганнях з мініфутболу серед банківських команд.

## Стиль гри
|                               | Відмінний захисник з чудовими фізичними даними. Непоступливий, надійний і позиційно грамотний. Добре грав головою, вигравав всі верхові м'ячі, мав потужний удар. |
| — Сайт «Луганськ. Наш футбол» | |

## Особисте життя
Батько, Валерій Завенович (1939-2017) теж був футболістом, зіграв понад 300 матчів за луганську «Зорю».
Дружина Наталія, дочка Анастасія.